# David de Coninck

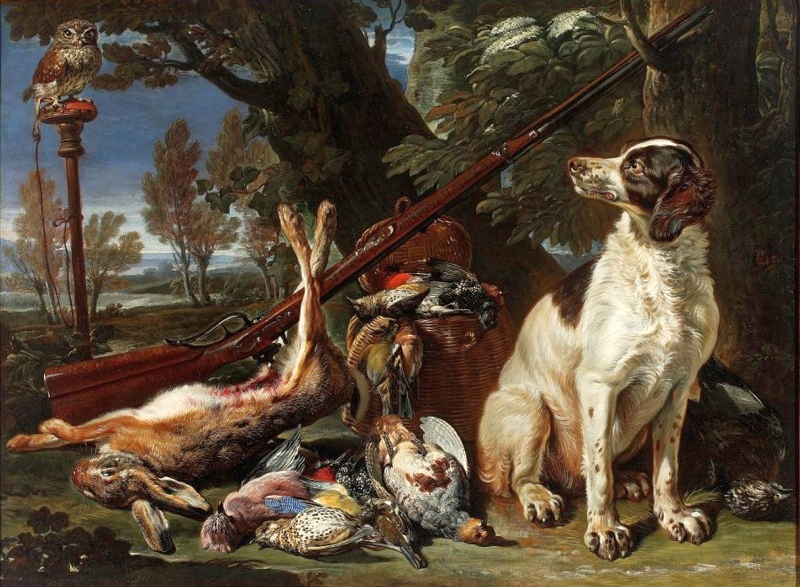
Pies, trofea myśliwskie i sowa, Muzeum Narodowe w Warszawie, kolekcja Potockich

David de Coninck, znany też jako David Koninck (ochrz. 15 grudnia 1643 w Antwerpii, zm. po 1701 w Brukseli) – flamandzki malarz barokowy.

## Życiorys
Był uczniem Pietera Boela i prawdopodobnie Jana Fyta, którego naśladował. W 1663 został mistrzem w gildii św. Łukasza w Antwerpii. Wiele podróżował, przebywał w Paryżu, Bawarii i Wiedniu. W latach 1671–1694 mieszkał w Rzymie, gdzie był członkiem Akademii Świętego Łukasza i stowarzyszenia osiadłych tam artystów holenderskich i flamandzkich Schildersbent. Pod koniec życia osiadł w Brukseli i w 1701 został członkiem tamtejszej gildii św. Łukasza.
David de Coninck malował przede wszystkim martwe natury przedstawiające trofea myśliwskie i owoce, oraz obrazy zwierząt i sceny polowań. Jego prace odznaczające się bogactwem kompozycji i ciepłym kolorytem świadczą o wpływie zarówno Fyta jak i Boela.
Nieliczne prace Conincka znajdują się m.in. w Muzeum Historii Sztuki w Wiedniu, National Gallery i Courtauld Institute of Art w Londynie. W zbiorach Muzeum Narodowego w Warszawie znajduje się obraz Pies, trofea myśliwskie i sowa.

## Wybrane prace
- Ptactwo i króliki, Bamberg
- Kury i króliki w ogrodzie, Gandawa
- Ptactwo i kot, Rzym